# دوريان سكوت
دوريان سكوت (بالإنجليزية: Dorian Scott) هو منافس ألعاب قوى جامايكي، ولد في 1 فبراير 1982 في إيست أورانج في الولايات المتحدة.

## وصلات خارجية
- دوريان سكوت على موقع الاتحاد الدولي لألعاب القوى (الإنجليزية)
- دوريان سكوت على موقع الدوري الماسي (الإنجليزية)
- دوريان سكوت على موقع اللجنة الأولمبية الدولية (الإنجليزية)
- دوريان سكوت على موقع أوليمبيديا (الإنجليزية)
- دوريان سكوت على موقع اتحاد ألعاب الكومنولث (مؤرشف) (الإنجليزية)
- دوريان سكوت على موقع دورة ألعاب الكومنولث 2006 (مؤرشف) (الإنجليزية)